# راس القرية (حزم العدين)

تعديل مصدري - تعديل

راس القرية محلة تابعة لقرية الغولة، التابعة لعزلة الاجعوم بمديرية حزم العدين إحدى مديريات محافظة إب في الجمهورية اليمنية، بلغ تعداد سكانها 66 حسب تعداد اليمن لعام 2004.